# 卡尔博尼亚-伊格莱西亚斯省
卡尔博尼亚-伊格莱西亚斯省（義大利語：Provincia di Carbonia-Iglesias）曾是意大利撒丁大区的一個省。面積1,495平方公里，2006年7月人口131,890人。首府卡尔博尼亚和伊格莱西亚斯。2016年时该省被取消，下属市镇划至新成立的南撒丁省。